# Ford Fiesta WRC
La Ford Fiesta WRC è la versione da competizione della settima serie della Ford Fiesta, progettata e costruita appositamente per competere nel Campionato del mondo rally dalla M-Sport, il team diretto dall'ex-pilota britannico Malcolm Wilson con base in Inghilterra. La vettura iniziò a gareggiare a partire dal mondiale WRC 2017.

## Il progetto
La Fiesta WRC sostituì l'antenata Fiesta RS WRC, impegnata nel massimo campionato mondiale dal 2011 al 2016. Nato da un foglio bianco e sotto la direzione del capo-ingegnere della M-Sport Chris Williams, il progetto rispose in toto alle nuove specifiche WRC Plus approvate dalla FIA proprio in vista della stagione 2017, le quali prevedevano vetture più potenti, leggere e dotate di vistose appendici situate anteriormente, lateralmente e posteriormente, con conseguente aumento del carico aerodinamico al fine di favorire la guidabilità in curva e bilanciare il sensibile aumento prestazionale dell'auto.

## Sviluppo e primi test
I primi test si sono svolti a fine luglio del 2016, dopo circa 12 mesi di sviluppo, sugli sterrati della Cumbria (nell'Inghilterra settentrionale) dove il pilota ceco Martin Prokop e lo stesso Wilson, titolare della scuderia, hanno provato la nuova vettura, dichiarandosi soddisfatti della velocità e della meccanica, affermando di dover affinare ulteriormente l'aerodinamica, molto importante per le auto WRC della nuova era. Nella prima decade del dicembre 2016 la M-Sport svelò la nuova vettura (in livrea provvisoria totalmente bianca) nelle sue forme definitive rivelandone anche i dettagli tecnici.

## Specifiche
Il motore, costruito su base Ecoboost, è un 1.6 litri quattro cilindri in linea a iniezione diretta, con alesaggio di 83 mm e corsa di 73,9 mm e dotato di turbocompressore con restrittore in aspirazione di 36 mm; esso eroga una potenza di 380 CV a 6000 giri/min e una coppia massima di 450 Nm (a 5500 giri/min). La trasmissione è a trazione integrale permanente con differenziale centrale attivo mentre l'anteriore e il posteriore sono meccanici, cambio sequenziale a sei rapporti e frizione multi-disco. Il telaio, con roll-bar multisaldato, è stato realizzato con l'obbiettivo di aumentare del 20% l'assorbimento di energia in caso di urti, a tutto vantaggio della solidità strutturale e della sicurezza. Le sospensioni sono di tipo MacPherson con ammortizzatori Reiger regolabili mentre l'impianto frenante (realizzato dalla Brembo) è dotato di pinze a quattro pistoncini e dischi autoventilanti da 300 mm di diametro in assetto terra e 370/355 mm (avantreno/retrotreno) su asfalto. L'auto monta cerchi da 18" su asfalto e da 15" su ghiaia e neve.

## Stagione 2017
A dicembre 2016 venne svelata la livrea definitiva da utilizzare e furono annunciati ufficialmente i tre piloti ingaggiati per la stagione 2017, ovvero il quattro volte campione del mondo Sébastien Ogier, proveniente dalla Volkswagen Motorsport (ritiratasi dalle competizioni a fine 2016), l'estone Ott Tänak, riconfermato, e il gallese Elfyn Evans, già impegnato nell'anno precedente in WRC-2 con la stessa scuderia, retrocedendo così il francese Eric Camilli nel campionato cadetto al volante di una Fiesta R5.

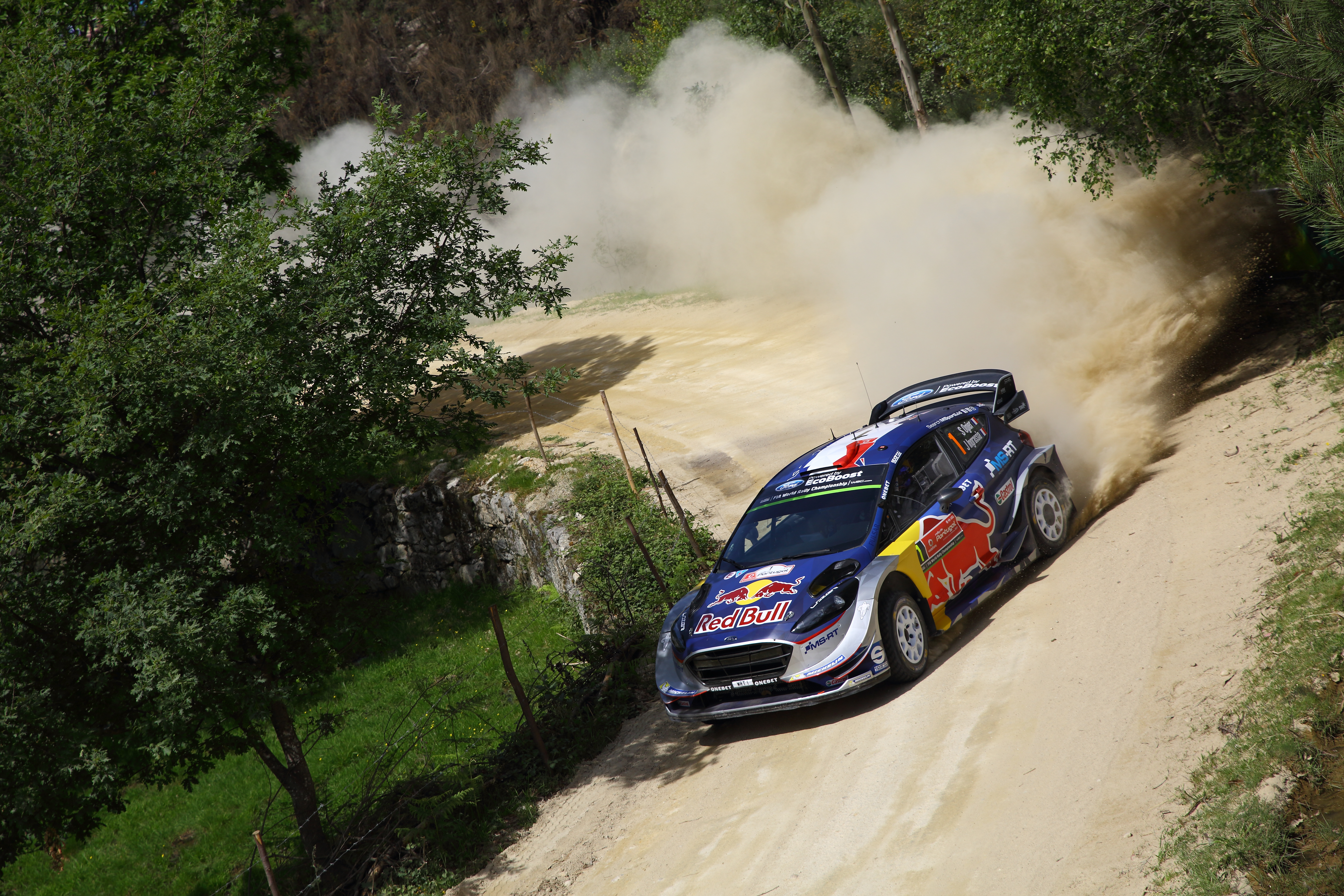
Sébastien Ogier e Julien Ingrassia a bordo della nuova Fiesta WRC durante il Rally del Portogallo 2017

La vettura si dimostrò subito competitiva e colse la prima vittoria con Sébastien Ogier già al Rally di Monte Carlo (la quarta consecutiva in carriera per il francese) nella prima gara della stagione, accompagnata dal terzo posto di Tänak e dal sesto di Evans. Tre settimane dopo, al Rally di Svezia, sia Tänak che Ogier dovettero accontentarsi rispettivamente del secondo e del terzo posto, battuti da Jari-Matti Latvala su Toyota Yaris WRC, che riportò alla vittoria la casa giapponese dopo 18 anni ed Evans riconfermò il sesto posto colto a Montecarlo. Il terzo appuntamento dell'anno vide invece la carovana del WRC cimentarsi con gli sterrati messicani, dove Ogier riuscì un'altra volta a cogliere il secondo posto, stavolta dietro all'alfiere della Citroën Kris Meeke, con Tänak quarto ed Evans nono, sempre a punti. Si ritornò in Europa per il Tour de Corse, classica kermesse interamente su asfalto, dove sempre Ogier riuscì a salire sul podio conquistando la seconda piazza dietro al belga Thierry Neuville su Hyundai i20 Coupe WRC mentre per Tänak ed Evans le strette strade francesi non riservarono molta fortuna, concludendo entrambi fuori dai punti (11º e 21º). Nuovo salto al di là dell'Atlantico a fine aprile per disputare il Rally d'Argentina, dove ci fu la notevole prestazione di Evans il quale, in testa dalla seconda alla penultima speciale, venne superato solo nel finale da Neuville, che lo sopravanzò per soli sette decimi di secondo, mentre il compagni di squadra Tänak e Ogier conclusero il rally rispettivamente al terzo e al quarto posto. A metà maggio il ritorno nel vecchio continente con la prima gara europea su terra: il Rally del Portogallo che vide nuovamente la vittoria di Ogier sui portacolori della Hyundai Motorsport Thierry Neuville e Dani Sordo, il campione del mondo in carica prese infatti il comando alla terza speciale del sabato e mantenne la testa sino alla conclusione; Tänak terminò invece quarto ed Evans sesto. Il successivo appuntamento, sugli insidiosi sterrati del Rally d'Italia-Sardegna vide la vittoria, prima in carriera, di Ott Tänak, in testa alla gara dal pomeriggio del sabato sino alla fine, con Ogier che dovette rassegnarsi al quinto posto ed Evans, reduce da un incidente avvenuto nella mattinata del venerdì, a concludere al 26º posto finale. Tre settimane dopo, al Rally di Polonia, Tänak fu protagonista di un'avvincente testa a testa con Thierry Neuville per la vittoria finale quando alla terzultima tappa commise un errore che lo costrinse al ritiro; il campione in carica Ogier invece conquistò il terzo gradino del podio mentre Evans giunse all'ottavo posto. Nel Rally di Finlandia, Evans conquistò la seconda posizione alle spalle del giovanissimo rookie Esapekka Lappi e con soltanto 0"030 di vantaggio su Juho Hänninen (Toyota), mentre la wildcard Teemu Suninen chiuse il Rally al quarto posto; Ogier fu costretto al ritiro alla quarta speciale, mentre Tänak fu solo settimo. L'estone si riscattò nel Rally di Germania andando a vincere, con Ogier terzo alle spalle di Andreas Mikkelsen e la sua Citroën C3 WRC, mentre Evans chiuse in sesta piazza. Le vetture di Ogier e Tänak conclusero a podio il successivo Rally di Catalogna, dietro alla Citroen di Meeke, con Evans settimo mentre la wildcard Mads Østberg finì al quinto posto. Nel Rally di Gran Bretagna, svolto in Galles, Elfyn Evans (pilota di casa) trionfò davanti a Neuville mentre Ogier e Ingrassia, giunti sul gradino più basso del podio, si assicurano matematicamente il titolo Piloti con una gara di anticipo, e al tempo stesso M-Sport conquista per la prima volta il campionato Costruttori: mai prima di allora una scuderia privata era riuscita nell'impresa. La stagione si chiude in Australia, con Tänak secondo alle spalle di Neuville, mentre Ogier ed Evans concludono al quarto e quinto posto. Ogier e Ingrassia sono quindi campioni del mondo, per la quinta volta consecutiva, mentre Tänak chiude il podio mondiale (3°) e Evans è quinto, primo dei piloti con pneumatici DMACK.

## Palmarès

### Vittorie nel mondiale rally
| # | Anno | Rally                              | Superficie   | Pilota          | Copilota         | Squadra                       |
| - | ---- | ---------------------------------- | ------------ | --------------- | ---------------- | ----------------------------- |
| 1 | 2017 | 85ème Rallye Monte-Carlo           | Neve/Asfalto | Sébastien Ogier | Julien Ingrassia | M-Sport World Rally Team      |
| 2 | 2017 | 51º Vodafone Rally de Portugal     | Sterrato     | Sébastien Ogier | Julien Ingrassia | M-Sport World Rally Team      |
| 3 | 2017 | 14º Rally d'Italia Sardegna        | Sterrato     | Ott Tänak       | Martin Järveoja  | M-Sport World Rally Team      |
| 4 | 2017 | 35. ADAC Rallye Deutschland        | Asfalto      | Ott Tänak       | Martin Järveoja  | M-Sport World Rally Team      |
| 5 | 2017 | 73rd Dayinsure Wales Rally GB      | Asfalto      | Elfyn Evans     | Daniel Barritt   | M-Sport World Rally Team      |
| 6 | 2018 | 86ème Rallye Monte-Carlo           | Neve/Asfalto | Sébastien Ogier | Julien Ingrassia | M-Sport Ford World Rally Team |
| 7 | 2018 | 32º Rally Guanajuato Corona México | Sterrato     | Sébastien Ogier | Julien Ingrassia | M-Sport Ford World Rally Team |
| 8 | 2018 | 61ème CORSICA Linea Tour de Corse  | Asfalto      | Sébastien Ogier | Julien Ingrassia | M-Sport Ford World Rally Team |
| 9 | 2018 | 74th Dayinsure Wales Rally GB      | Sterrato     | Sébastien Ogier | Julien Ingrassia | M-Sport Ford World Rally Team |